# Ильин, Виктор Алексеевич
Ильи́н Ви́ктор Алексе́евич (род. 26 августа 1959, Алшихово, Ибресинский район, Чувашская АССР, РСФСР, СССР) — российский государственный, политический и общественный деятель.
Депутат Государственного совета Чувашской Республики II, III, IV, V созывов (1998—2016); член президиума Государственного совета Чувашской Республики (III созыв). Вице-президент Адвокатской палаты Чувашской Республики (2002—2006). Доцент Чувашского государственного университета им. И. Н. Ульянова (2002—2004).

## Биография

### Происхождение
Виктор Ильин родился 26 августа 1959 года в посёлке Алшихово Ибресинского района Чувашской АССР в чувашской крестьянской семье. Среднее образование получал в школах близлежащих сел — Климово (до 1974) и Средние Татмыши (Канашский район, 1974—1976). Поле окончания школы в 1976—1977 годах работал слесарем-сборщиком Ибресинского филиала Чебоксарского завода электроизмерительных приборов. В 1977—1978 — учащийся Чебоксарского энергетического техникума.
В 1978—1980 проходил службу в рядах Советской Армии в Ракетных войсках стратегического назначения. С июня по ноябрь 1980 года служил в специальной военизированной охране Министерства финансов СССР. С 1980 по 1981 год — слушатель очного подготовительного отделения, с 1981 года — студент дневного отделения юридического факультета Московского государственного университета им. М. В. Ломоносова, которое окончил в 1986 году с красным дипломом.

### Профессиональная деятельность
C августа по декабрь 1986 года работал стажёром народного судьи; с декабря 1986 по 1992 год — народным судьёй Калининского районного народного суда города Чебоксары.
С июля по декабрь 1992 года работал юрисконсультом Центра внешнеэкономических связей и развития предпринимательства при Совете Министров Чувашской Республики «Интерпартнёр». С декабря 1992 по 1993 год — юрисконсульт АОЗТ «Агентство коммерческих операций и инвестиций» (Чебоксары). С 1993 по 1994 год — директор чебоксарской автобазы № 2 «Лапсарская».
C 1994 года — адвокат Коллегии адвокатов Чувашской Республики, заведующий филиалом юридической консультации Калининского района города Чебоксары. С апреля 2003 года — адвокат, председатель Чувашской национальной коллегии адвокатов. С ноября 2002 по 2006 год — вице-президент Адвокатской палаты Чувашской Республики. С ноября 2002 года по февраль 2010 года — член совета Адвокатской палаты Чувашской Республики, в котором занимался обобщением практики по фактам неправомерного вмешательства в адвокатскую деятельность и привлечения адвокатов к административной и уголовной ответственности. Участвовал в законопроектной работе по вопросам адвокатской деятельности.
Делегат Всероссийских съездов адвокатов. Автор публикации в правовом журнале «Российский адвокат». Как адвокат выступал также защитником российских политиков — депутатов Государственной думы, руководителей крупных организаций и предприятий России (в частности — В. С. Шурчанова, И. И. Казанкова). В 2002—2004 годах — доцент юридического факультета Чувашского государственного университета им. И. Н. Ульянова, читал лекции по дисциплине «Уголовно-процессуальное право России».
Участвовал в благотворительной деятельности Чебоксар. В частности, оказывал бесплатную юридическую помощь чебоксарскому Центру медико-социальной помощи, относящемуся к обществу Красного Креста. Являлся руководителем юридической службы Чувашского рескома КПРФ (2009). Был председателем рабочей группы рескома КПРФ по оказанию помощи гражданам в возврате денежных средств, подлежащих возврату по завершении газификации в республике (2006). Деятельность В. А. Ильина как адвоката по делу Президента Чувашии Н. Ф. Фёдорова против И. Ю. Молякова описана в книге публициста и политика И. Ю. Молякова «Моляков — Федоров: опыт противостояния». С 2014 года — также учредитель и руководитель Чувашской республиканской общественной организации «Правозащитный Центр Виктора Ильина». Член Квалификационной комиссии Адвокатской палаты Чувашской Республики (2017).
В 2014 году был адвокатом Героя России Евгения Борисова.

### Политическая деятельность
Участник и организатор митингов и акций протеста в городе Чебоксары и Новочебоксарск; организатор общественных приемных КПРФ в районах Чувашской Республики.
1 ноября 1998 года на повторных выборах в Государственный Совет Чувашской Республики был впервые избран депутатом от Шумиловского округа № 54 (Чебоксары). 15 апреля 2006 года на конференции коммунистов города Чебоксары был избран первым секретарем чебоксарского горкома КПРФ, занимал эту должность до 2013 года. 8 октября 2006 года в третий раз подряд избран депутатом Госсовета Чувашии. 19 октября 2006 года на первом заседании IV созыва Госсовета Чувашии был кандидатом на должность председателя (спикера). С 19 октября 2006 года в составе Комитета по государственному строительству и местному самоуправлению; также — член Комитета по бюджету, налогам, предпринимательству и собственности.
В 2007 году участвовал на выборах в Госдуму России; в Федеральном списке кандидатов в депутаты Госдумы V созыва, выдвинутой КПРФ, проходил под вторым номером в списке кандидатов Региональной группы № 18 (Чувашия). Кандидат в члены Центрального Комитета Коммунистической партии Российской Федерации (до 2013). В феврале 2010 года избран для работы в Государственном Совете Чувашской Республики на профессиональной постоянной основе.
В марте 2010 года провёл митинг в городе Чебоксары в рамках Всероссийской акции протеста. 30 октября 2010 года вновь избран секретарем Чувашского рескома КПРФ, член бюро Чувашского рескома КПРФ до 2013. Сторонник принципа, согласно которому в Совете Федерации представителями республики должны быть исключительно выходцы из Чувашии, сторонник избрания руководителя республики населением. Выступал в качестве истца в Верховном Суде Российской Федерации с требованиями отменить ряд нормативных актов республики. В вопросе о принятии бюджета Чувашии в 2010 году утверждал, что депутаты Госсовета Чувашии становятся «соучастниками в том числе преступления» — нецелевого использования средств.
В 2011 году участвовал на выборах в Госдуму России; в Федеральном списке кандидатов в депутаты Госдумы VI созыва, выдвинутой КПРФ, проходил под третьим номером в списке кандидатов Региональной группы № 22 (Чувашская Республика). 4 декабря 2011 года в четвёртый раз подряд избран депутатом Госсовета Чувашии. 15 декабря 2011 года на первой сессии Госсовета Чувашии кандидатура Ильина была предложена на должность председателя парламента, но Ильин взял самоотвод.
В декабре 2013 года был исключен из состава КПРФ. В 2016 году был кандидатом в депутаты Госсовета Чувашии IV созыва от партии «Справедливая Россия». С января 2017 года — помощник депутата Госсовета Чувашии И. Ю. Молякова. В 2017 году фракция Госсовета Чувашии «Справедливая Россия» выдвинула Виктора Ильина кандидатом на должность уполномоченного по правам человека в Чувашии (в итоге 22 августа на сессии Госсовета Чувашии на указанную должность избрали кандидата, выдвинутого партией «Единая Россия», — Н. В. Прокопьеву, являющуюся бывшей супругой Виктора Ильина). Сторонник партии «Справедливая Россия», помощник депутата Госсовета Чувашии И. Ю. Молякова (2017—2020). 

## Семья и личная жизнь
Проживает в Чебоксарах. Имеет четверых дочерей и двух сыновей. С первой супругой Надеждой (в замужестве — Ильина; во втором браке — Прокопьева) — выпускницей юридического факультета МГУ им. М. В. Ломоносова — был женат со студенческих лет (с 1984; с 2010 по 2016 — министр юстиции Чувашской Республики, с 2016 — руководитель Аппарата Государственного Совета Чувашской Республики).

## Награды
- Памятная медаль «100-летие образования Чувашской автономной области» (2020);
- Почётная грамота Государственного Совета Чувашской Республики;
- Почётная грамота Федеральной палаты адвокатов Российской Федерации — за многолетний добросовестный труд и достижение положительных результатов в защите прав граждан (решение Совета ФПА РФ, 2004);
- Знак «Почетный адвокат России» (постановление Комитета по награждению адвокатскими наградами им. Ф. Н. Плевако и знаком «Почетный адвокат России» от 17.11.2004);
- Орден «За верность адвокатскому долгу» (решение Совета ФПА РФ от 26.11.2008[31], награждён на VI Конференции адвокатов Чувашской Республики 6 февраля 2009 года[32]).

## Цитаты
- «Дело в том, что в лесу не только медведи живут. И волки, и зайцы и т. д.»[33]